# Vojščica
Vojščica is een plaats in Slovenië en maakt deel uit van de gemeente Miren-Kostanjevica in de NUTS-3-regio Goriška. De plaats telde 226 inwoners op 1 januari 2020.